# Округ Даглас (Минесота)
Округ Даглас (енгл. Douglas County) је округ у америчкој савезној држави Минесота.

## Демографија
По попису из 2010. године број становника је 36.009, што је 3.188 (9,7%) становника више него 2000. године.
| Група             | 2000.          | 2010.          |
| Белци             | 32.216 (98,2%) | 34.974 (97,1%) |
| Афроамериканци    | 60 (0,2%)      | 150 (0,4%)     |
| Азијати           | 132 (0,4%)     | 164 (0,5%)     |
| Хиспаноамериканци | 193 (0,6%)     | 341 (0,9%)     |
| Укупно            | 32.821         | 36.009         |